# Stephen Valiquette
Steve Valiquette, född den 20 augusti 1977 i Etobicoke, är en före detta kanadensisk målvakt i ishockey. 
Valiquette spelade under sin karriär för Edmonton Oilers, New York Rangers, New York Islanders, Lokomotiv Jaroslavl, Hartford Wolf Pack, Toronto Roadrunners, Trenton Titans, Bridgeport Sound Tigers, Springfield Falcons, Providence Bruins, Lowell Lock Monsters och Valpellice. Inför säsongen 2012/2013 skrev han på ett kontrakt med Djurgårdens IF. Men den 12 juli 2012 meddelade han att karriären var över på grund av skador.